# 红石2：卓越冒险
《红石2：卓越冒险》是韩国L&K Logic Korea所开发的手机游戏，在2016年9月29日上线。该游戏从2006年开始开发，原本预定在PC和手机平台同步发售，后官方放弃PC版的开发工作。